# Culles-les-Roches
Culles-les-Roches is een gemeente in het Franse departement Saône-et-Loire (regio Bourgogne-Franche-Comté) en telt 193 inwoners (1999). De plaats maakt deel uit van het arrondissement Chalon-sur-Saône.

## Geografie
De oppervlakte van Culles-les-Roches bedraagt 9,1 km², de bevolkingsdichtheid is 21,2 inwoners per km².
De onderstaande kaart toont de ligging van Culles-les-Roches met de belangrijkste infrastructuur en aangrenzende gemeenten.

## Demografie
Onderstaande figuur toont het verloop van het inwonertal (bron: INSEE-tellingen).